# Matteo Pesenti
Matteo Pesenti (Bergamo, 7 settembre 1976) è un ex pallavolista italiano.
Giocava nel ruolo di schiacciatore.

## Carriera
La carriera di Matteo Pesenti inizia nel 1993 quando entra a far parte delle giovani dell'Olimpia Pallavolo di Bergamo; nella stagione 2004-05 viene promosso in prima squadra, militante nel campionato di Serie B1, dove resta per cinque stagioni. Dal 1999 al 2003 resta nella stessa categoria giocando per il Libertas Brianza di Cantù.
Nella stagione 2003-04 fa il suo esordio nella pallavolo professionistica, debuttando in Serie A1, con il Piemonte Volley di Cuneo. Dalla stagione 2004-05 a quella 2006-07 gioca in Serie A2, cambiando tre squadre: il Volley Bassano, il Volley Taviano, con il quale si aggiudica anche una Coppa Italia di categoria e la Pallavolo Loreto.
Nella stagione 2007-08 viene ingaggiato dalla Gabeca Pallavolo di Montichiari, dove resta per quattro annate, anche quando la società cambia sede, trasferendosi a Monza.
Nella stagione 2011-12 ritorna nella squadra bergamasca, con la quale disputa il campionato di Serie B1, mentre in quella successiva passa al PCG Bresso, in Serie C: al termine del campionato, annuncia il suo ritiro dall'attivià agonistica.

## Palmarès

### Club
- Coppa Italia di Serie A2: 1

2005-06